# Radio por internet

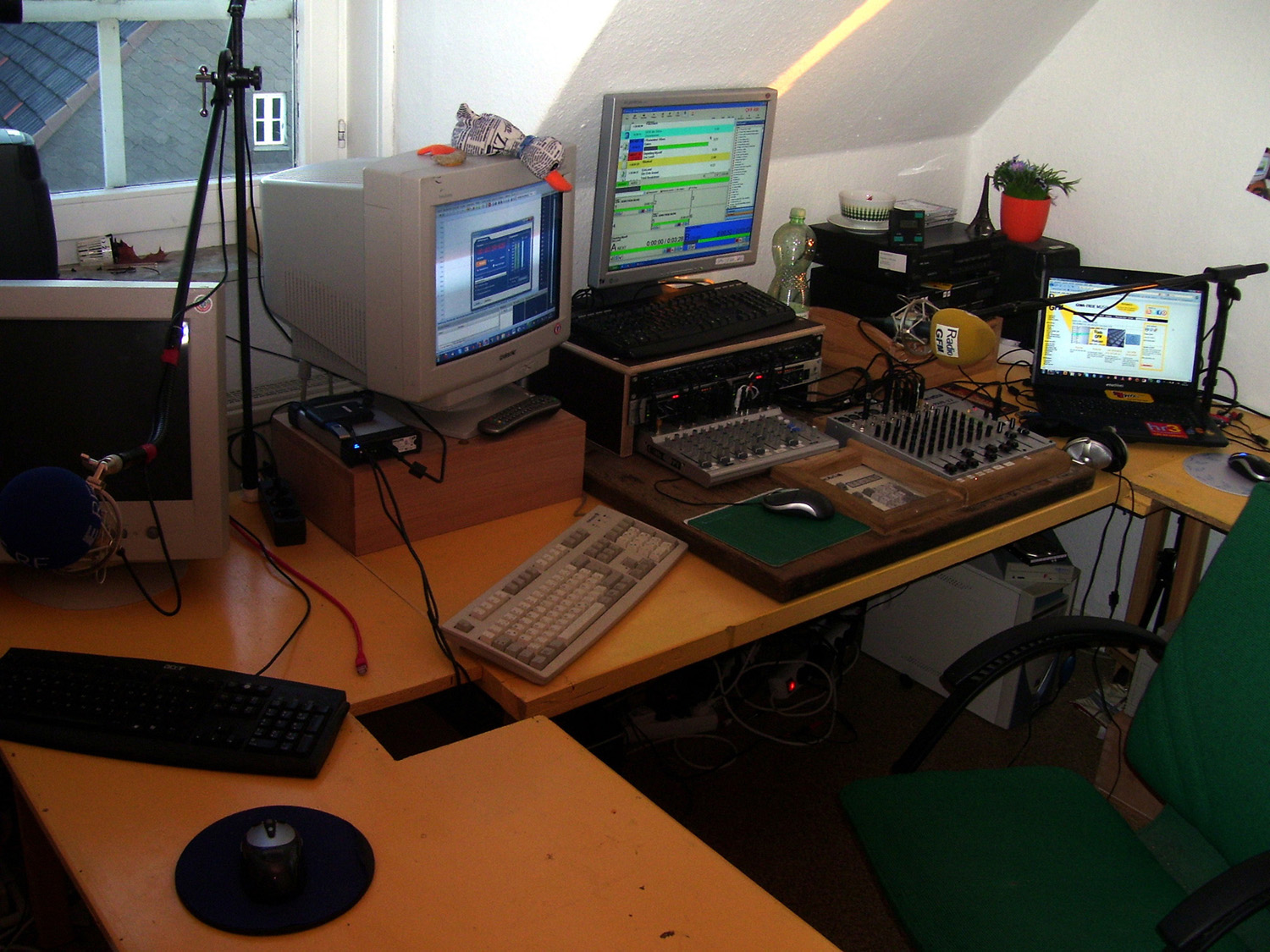
Estudio de radio por internet (2010).

La radio por internet o radio online consiste en la exhibición de contenido auditivo dotado de las características propias del medio radiofónico (tales como su guion y su lenguaje) a través de internet mediante streaming.
La radio por Internet, también conocida como radio en línea, es la transmisión de contenidos auditivos mediante Internet. A diferencia de la radio tradicional que utiliza ondas hertzianas (AM/FM), la radio por Internet emplea tecnologías de transmisión digital como el streaming. Su programación puede ser en directo o bajo demanda, y puede incluir música, noticias, charlas, podcasts y otros formatos.

## Historia
La primera emisora de radio por Internet fue Internet Talk Radio, fundada en 1993 por Carl Malamud. Esta emisora distribuía entrevistas con expertos tecnológicos utilizando la red experimental MBONE (Multicast Backbone over the Internet).
En 1995 surgió Radio HK, considerada la primera emisora exclusivamente en línea de tiempo completo, creada por Norman Hajjar en California. Reproducía música independiente y usaba inicialmente tecnología CU-SeeMe, siendo luego migrada a RealAudio.
En América Latina, se destaca la emisora Frecuencia Primera (Perú), que en 1996 comenzó transmisiones diferidas mediante RealAudio, y desde 2002 transmite en vivo 24 horas. Fue pionera en la región en integrar la radio y las búsquedas en línea en su programación.
Durante los años 2000, el auge de servidores multimedia como Windows Media Services y el avance del ancho de banda permitieron mejorar la calidad y estabilidad de las transmisiones. Posteriormente, surgió el podcasting, basado en la distribución de audio por RSS, lo cual diversificó la oferta de contenido bajo demanda.

## Funcionamiento técnico
El proceso técnico de transmisión por Internet sigue varios pasos:
1. Fuente de audio: Archivos musicales digitales (WAV, FLAC, MP3) o capturas en vivo desde micrófono o consola.
2. Procesamiento: El audio puede ser tratado con efectos, ecualización, normalización o compresión.
3. Automatización: Software como RadioBOSS, Rivendell o ZaraRadio organiza listas de reproducción, horarios y metadatos.
4. Codificación y transmisión: El audio es codificado (MP3, AAC, Ogg, FLAC, etc.) y enviado a un servidor como Icecast o SHOUTcast.
5. Recepción por parte del oyente: El público accede a través de reproductores web, aplicaciones móviles o software como VLC o Winamp.

## Tipos de implementación

### Plataformas comerciales
- Live365: Proveedor que ofrece alojamiento de emisoras con licencias integradas.
- 1.FM: Red de emisoras con programación musical por géneros.
- SHOUTcast: Sistema ampliamente usado con codificador para Winamp y compatibilidad con MP3 y AAC+.
- Radio.co, Zeno.fm, StreamGuys: Soluciones actuales de radiodifusión por Internet.

### Plataformas de software libre
- Icecast: Servidor de código abierto compatible con MP3, Ogg, Opus, FLAC, entre otros.
- Herramientas adicionales como Liquidsoap, AzuraCast y Airtime permiten automatizar y gestionar emisiones.

## Dispositivos y reproductores
Se puede acceder a la radio por Internet mediante:
- Software: VLC, Foobar2000, Winamp, iTunes, Radio.net, TuneIn, entre otros.
- Dispositivos móviles: Teléfonos inteligentes, tablets (con apps específicas).
- Dispositivos híbridos: Radios con conectividad Wi-Fi, Bluetooth, DAB+ y FM (por ejemplo, modelos de Revo, Tangent o TerraTec).[4]

## Audiencia y estadísticas
Según el informe Egostreaming (2014), un 42 % de los oyentes digitales escuchaban entre 5 y 8 horas diarias, con un aumento del 19 % respecto al año anterior. Con el auge de la conectividad móvil y las plataformas en la nube, la audiencia global de la radio por Internet continúa creciendo, especialmente en nichos musicales y públicos jóvenes.

## Aspectos socioculturales
El acceso global que permite la radio por Internet ha facilitado la conexión cultural entre comunidades dispersas geográficamente. También ha promovido la creación de emisoras temáticas, independientes o especializadas en alta fidelidad (Hi-Fi), como algunas que transmiten en FLAC multicanal o audio envolvente.

## Esquema general del funcionamiento técnico
Los pasos tomados generalmente siguen la siguiente secuencia:

## Funcionamiento técnico
La arquitectura de Radio online sigue el esquema clásico de una emisora de radio por internet moderna:
1. Fuente auditiva: Se utilizan formatos de alta resolución como WAV, FLAC, y a veces vinilos digitalizados o CDs. Esta fuente conforma el contenido base de la programación.
2. Procesador de audio: El contenido es tratado mediante editores como Audacity o procesadores internos del automatizador , donde se aplican ecualización, normalización y codificación en tiempo real usando Radio Boss.
3. Automatizador: Un software personalizado que organiza y programa la emisión musical, integrando listas de reproducción, metadatos, carátulas y efectos. Puede operar en modo continuo y gestionar múltiples señales de salida.
4. Repetidor de stream auditivo (servidor): Se emplean servidores como Icecast y Shoutcast, que codifican y distribuyen el flujo de audio digital a los oyentes a través de internet. Esto requiere conectividad de alta capacidad para soportar múltiples conexiones simultáneas.
5. Cliente (oyente): El usuario final accede a la señal mediante reproductores compatibles, como VLC, Foobar2000  que reensamblan los datos y reproducen el audio.

Radio no solo transmite música, sino que busca brindar una experiencia sonora inmersiva para audiófilos y amantes de la música  en alta fidelidad.

## Implementaciones de operación
La operación consiste en el streaming de las emisoras.

### Semipropietarias
- 1.FM es una red de radio en línea que transmite una variedad de canales de radio por internet y que cubre varios géneros, períodos y estilos musicales. Con la oferta del mejor contenido en cada canal, 1.FM es una de las redes de radio en línea más escuchadas en todo el mundo con una amplia llegada a oyentes europeos, latinoamericanos y asiáticos. Los canales de música de 1.FM son 100 % gratis y requieren un simple registro de usuario.
- Live365 ofrece a los nuevos usuarios la posibilidad de una retransmisión por internet fácil e inmediata en formatos MP3 y MP3PRO.

- Los usuarios más tecnológicamente diestros pueden optar por el servicio SHOUTcast, usando su propio cliente Winamp y su propio plugin SHOUTcast DSP para la entrega de audio MP3 a tasas de bits más altas y, además, pudiéndose usar el códec AAC+.

- SplitCast. Para usuarios que requieran crear un canal de transmisión de audio/video en Internet. A través de un reproductor personalizado, que los oyentes pueden descargar para conectarse al canal. Fácil configuración e instalación, soporta audiencias masivas en tasas de bits muy altas.

### Abiertas
El uso de herramientas de software libre para streaming permite interesantes posibilidades de interfaz, tal como stream-db y php-stream.
- Icecast es un servidor de retransmisión de medios con soporte para generar streams de Ogg Vorbis y MP3. Se le puede añadir soporte para formatos nuevos con relativa facilidad. Soporta estándares abiertos de comunicación e interacción. Está disponible para Unix como a su vez para Microsoft Windows.

### Interactivas
Desde 2003 ha aumentado el número de implementaciones de radio por Internet que permite a los usuarios valorar las canciones que están escuchando.

## Directorios
Los directorios son un listado que incluye las direcciones de los servidores de operación de las emisoras y pueden tener cualquier formato, incluyendo el formato Wiki.

## Reproductores

### Software
Para escuchar retransmisiones de audio comprimido, se requiere de un software de reproducción auditiva con la capacidad de leer flujos de datos. Algunos reproductores con tales capacidades son Reproductor de Windows Media, Winamp, VLC media player y TuneIn Desktop App para Microsoft Windows, iTunes para Apple Macintosh y Microsoft Windows, así como XMMS y Amarok para Gnu/linux. De manera alternativa, los navegadores actuales como Google Chrome, Mozilla Firefox, Microsoft Edge y Opera pueden reproducir flujos de audio directamente desde los sitios Web de las emisoras o servicios de radio por Internet gracias a la implementación de estándares avanzados como HTML5. En los dispositivos móviles como teléfonos inteligentes y tabletas se requiere instalar la aplicación del servicio o emisora deseados. Actualmente, gracias a las nuevas tecnologías, hay muchas aplicaciones de radios por internet que recogen diferentes variedades de emisoras.

### Dispositivos
Se puede utilizar cualquier dispositivo (como móviles teléfonos inteligentes, tabletas, MiniPC con salida audio, ordenadores...) con el software adecuado (como el indicado anteriormente) para escuchar las emisoras de radio. 
Para facilitar su extensión, los fabricantes ofrece modelos híbridos de radio wifi/bluetooth y convencional, ya sea en la versión analógica FM/AM, en la digital (DAB o su sucesor DAB+) o en las tres al mismo tiempo, además de puerto USB. Son aparatos todavía más versátiles y cuentan con un mínimo de 50 memorias para estaciones de radio. Revò comercializa el Pico RadioStation, que junta estas tres tecnologías. TerraTec combina la FM y la radio de Internet en varias versiones y Tangent hace lo propio en el modelo Quattro. De esta forma, cada vez más aparatos de radio estéreo son híbridos (con altavoces de al menos 10W) y cuentan con alimentación tanto desde la red eléctrica, como desde baterías recargables (al menos 1250 mAh) o pilas.

## Estadística
En un estudio de estadística elaborado en 2014 por la empresa Egostreaming, un 42 % de público (de 10 500 oyentes de radio) escucha radio por Internet una media de entre 5 y 8 horas diariamente, revelando así un incremento del 19% de horas escuchadas con respecto al año 2013. Es decir, cada vez hay más público que escucha la radio por Internet, en detrimento de la radio vía FM.

## Características socioculturales
Debido a que la señal de radio es transmitida por Internet mediante el World Wide Web, es posible acceder estaciones de cualquier parte del mundo; por ejemplo, escuchar una estación australiana desde Perú o Siria. Esto lo vuelve un servicio popular para migrados al extranjero o dentro del propio país y para gente que cuenta con intereses o gustos diversos o específicos, que amplían los que pueden suministrar las cadenas o emisoras radiofónicas locales.[cita requerida]